# Elisabetta Piccolomini
Elisabetta Piccolomini (Firenze, 24 maggio 1951) è un'attrice italiana.

## Biografia
Ha iniziato la sua carriera da attrice verso la fine degli anni ottanta in teatro accanto ad Alessandro Fersen. In seguito è stata anche attiva al cinema, in radio ed in televisione; tra i suoi film vi è L'industriale, dove ha affiancato Pierfrancesco Favino e Carolina Crescentini.

## Teatro
- Fuenteovejuna di Lope de Vega, regia di Alessandro Fersen. Teatro Stabile di Bolzano (1975)
- La Fantesca di Giovanni Battista Della Porta, regia di Alessandro Fersen. Teatro Stabile di Bolzano (1976)
- Leonce e Lena di Georg Büchner, regia di Alessandro Fersen. Teatro Stabile di Bolzano (1977)
- Soldato di ventura, regia di R. Rimini (1979)
- Stella. Commedia per amanti di Johann Wolfgang von Goethe, regia di Sandro Sequi. Spazio Uno di Roma, 7 febbraio 1980.
- L'isola disabitata di Pietro Metastasio, regia di Sandro Sequi. Sala Casella di Roma, 14 maggio 1980.
- Britannico di Jean Racine, regia di Sandro Sequi. Chiesa dei Santi Luca e Martina, 7 febbraio 1981.
- Aeneis di Domenico Mazzocchi, regia di Gerardo Vignoli. Sabbioneta, 16 settembre 1981
- L'Olimpiade di Pietro Metastasio, regia di Sandro Sequi. Sala Casella di Roma, 15 maggio 1982.
- I pettegolezzi delle donne di Carlo Goldoni, regia di Sandro Sequi. Teatro Olimpico di Vicenza, 21 settembre 1982.
- La guerra di Troia non si farà di Jean Giraudoux, regia di Gerardo Vignoli. Montepulciano (agosto 1984)
- Diluvio a Norderney, da Karen Blixen, regia di Giorgio Marini. Roma, 9 febbraio 1985.
- I pitocchi fortunati di Carlo Gozzi, regia di Sandro Sequi. Teatro Goldoni di Venezia, 5 febbraio 1986.
- Bellini di Piero Isgrò, regia di Sandro Sequi. Teatro Angelo Musco di Catania, 26 aprile 1986.
- Clavigo di Johann Wolfgang von Goethe, regia di Cesare Lievi. Teatro dell'Arte di Milano, 22 gennaio 1988.
- I villeggianti di Maksim Gor'kij, regia di Sandro Sequi. Teatro Giovanni Verga di Catania, 4 febbraio 1989.
- Blimunda di Azio Corghi, regia di Jérôme Savary. Teatro Lirico di Milano, 20 maggio 1990.
- Zoo o lettere di non amore, da Viktor Borisovič Šklovskij, regia di Giorgio Marini. Brescia (aprile 1991)
- Il misantropo di Molière, regia di Patrick Guinand. Teatro Eliseo di Roma, 6 ottobre 1992.
- Minima Lunaria, azione scenica a cura di Mauro Avogadro. Conservatorio Giuseppe Verdi di Torino, 31 marzo 1993.
- Saluti dal buco nero di Renato Gabrielli, regia di Mauro Avogadro (1993)
- Il cavaliere e la dama di Carlo Goldoni, regia di Mauro Avogadro. Festival teatrale di Borgio Verezzi, 14 luglio 1994.
- Regime di festa di Harold Pinter, regia di Cesare Lievi. Teatro Due di Parma, 28 settembre 1994.
- La sposa di campagna di William Wycherley, regia di Sandro Sequi. Bergamo, 30 dicembre 1994.
- Gelato di campagna di Franco Maria Branden, regia di Giorgio Ferrara. Terracina, 11 agosto 1995.
- Il marinaio di Fernando Pessoa, regia di Walter Pagliaro (1996)
- Medea di Euripide, regia di Luca Ronconi. Teatro Gaetano Donizetti di Bergamo, 13 dicembre 1996.
- Il ventaglio bianco e Il folle e la morte di Hugo von Hofmannsthal, regia di Maria Carmela Cicinnati e Peter Exacoustos. Brescia, 27 giugno 1997.
- Un equilibrio delicato di Edward Albee, regia di Mario Missiroli. Teatro Piccinni di Bari, 11 Gennaio 2001.
- Il nipote di Wittgenstein di Thomas Bernhard, regia di Patrick Guinand. Teatro delle Passioni di Modena, 26 aprile 2001.
- Erano tutti miei figli di Arthur Miller, regia di Cesare Lievi. Teatro Alessandro Bonci di Cesena, 5 febbraio 2002.
- La barberia della gigantessa del maremascio di Rocco D'Onghia, regia di Roberto Valerio (2002)
- Dinner Party di Pier Vittorio Tondelli, regia di Nanni Garella. Teatro Bonifazio Asioli di Correggio, 31 ottobre 2003.
- Ventimila leghe sopra e sotto il cielo, regia di Claudio Longhi. Roma, 19 luglio 2005.
- Occhi felici, da Ingeborg Bachmann, regia di Giorgio Marini. Teatro India di Roma, 28 marzo 2007.
- I gemelli, da Fleur Jaeggy, regia di Giorgio Marini. Teatro dell'Arte di Milano, 26 febbraio 2008.
- Plutos o della ricchezza, da Aristofane, regia di Massimo Popolizio. Teatro di Tor Bella Monaca di Roma, 11 febbraio 2009.
- Cyrano de Bergerac di Edmond Rostand, regia di Daniele Abbado. Teatro Argentina di Roma, 7 ottobre 2009.
- La spallata di Gianni Clementi, regia di Roberto Valerio. Casa delle Culture di Roma, 4 novembre 2010.
- Malìa di Gianni Guardigli, regia di Ida Bassignano. Teatro Vascello di Roma, 16 ottobre 2013.
- Tartufo di Molière, regia di Roberto Valerio. Teatro Manzoni di Pistoia, 8 marzo 2019.

## Filmografia

### Cinema
- Autunno di Nina Di Majo (1999)
- Chimera, regia di Pappi Corsicato (2001)
- Il siero della vanità, regia di Alex Infascelli (2004)
- Fino a farti male, regia di Alessandro Colizzi (2004)
- Un gioco da ragazze, regia di Matteo Rovere (2008)
- Je suis venu pour elle, regia di Ivan Taieb (2009)
- Cosa voglio di più, regia di Silvio Soldini (2010)
- Matrimoni e altri disastri, regia di Nina Di Majo (2010)
- Gianni e le donne, regia di Gianni Di Gregorio (2011)
- L'industriale, regia di Giuliano Montaldo (2012)
- Era d'estate, regia di Fiorella Infascelli (2016)
- Dopo la guerra, regia di Annarita Zambrano (2017)

### Televisione
- Don Matteo – serie TV, episodio 2x16 (2001)
- Il maresciallo Rocca – serie TV, episodio 5x05 (2005)
- I liceali – serie TV, episodio 2x01 (2009)
- Non uccidere – serie TV, episodio 1x06 (2015)

## Radio
- Doppio sogno di Arthur Schnitzler, regia di Gerardo Vignoli, 25 dicembre 1982.
- Il sole dorme di Sonia Antinori, regia di Cesare Lievi, 12 gennaio 1996.
- La casa di Bernarda Alba di Federico García Lorca, regia di Giancarlo Cobelli, 8 maggio 1998.
- Jane Eyre di Charlotte Brontë (dicembre 2016)